# 山口県管工事工業協同組合

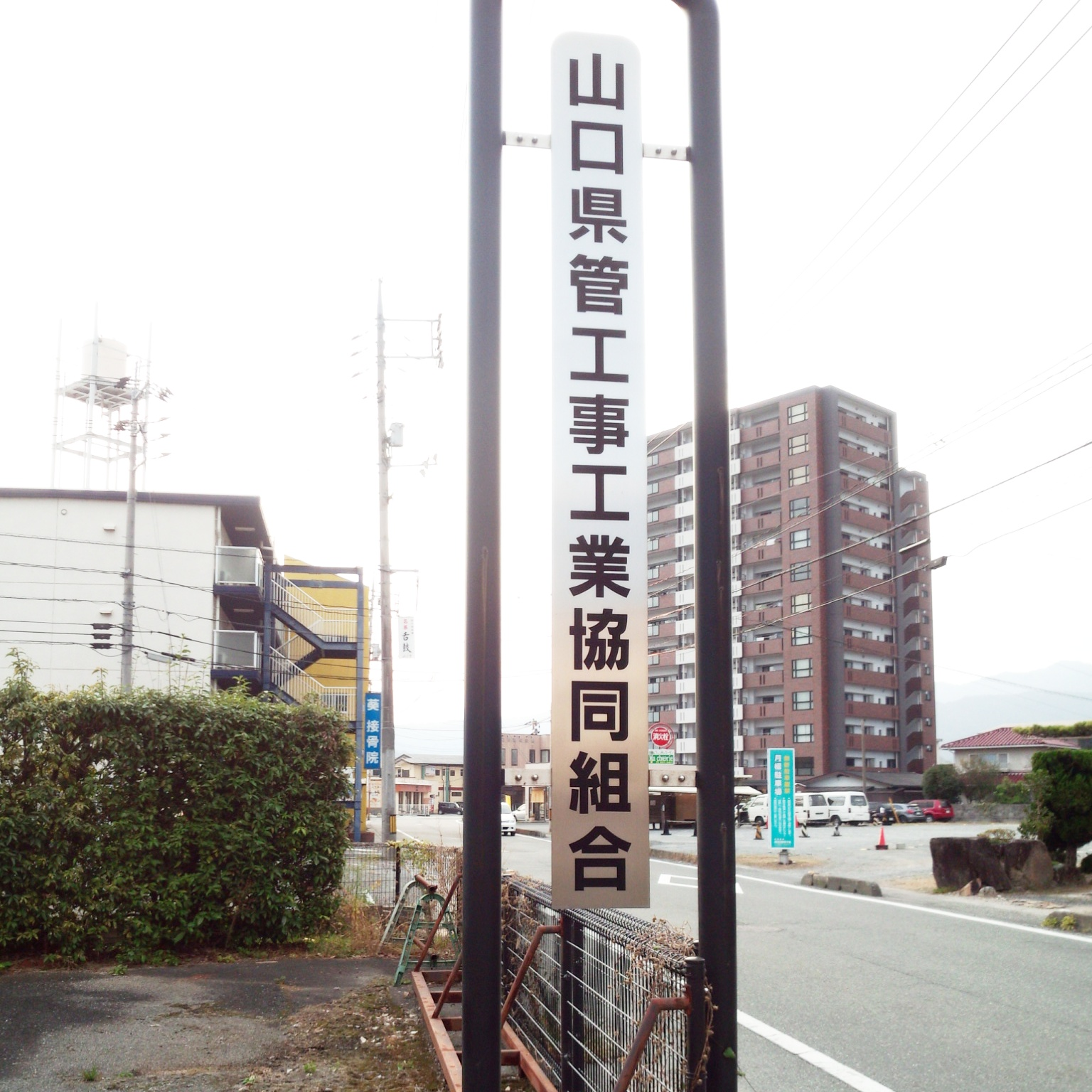

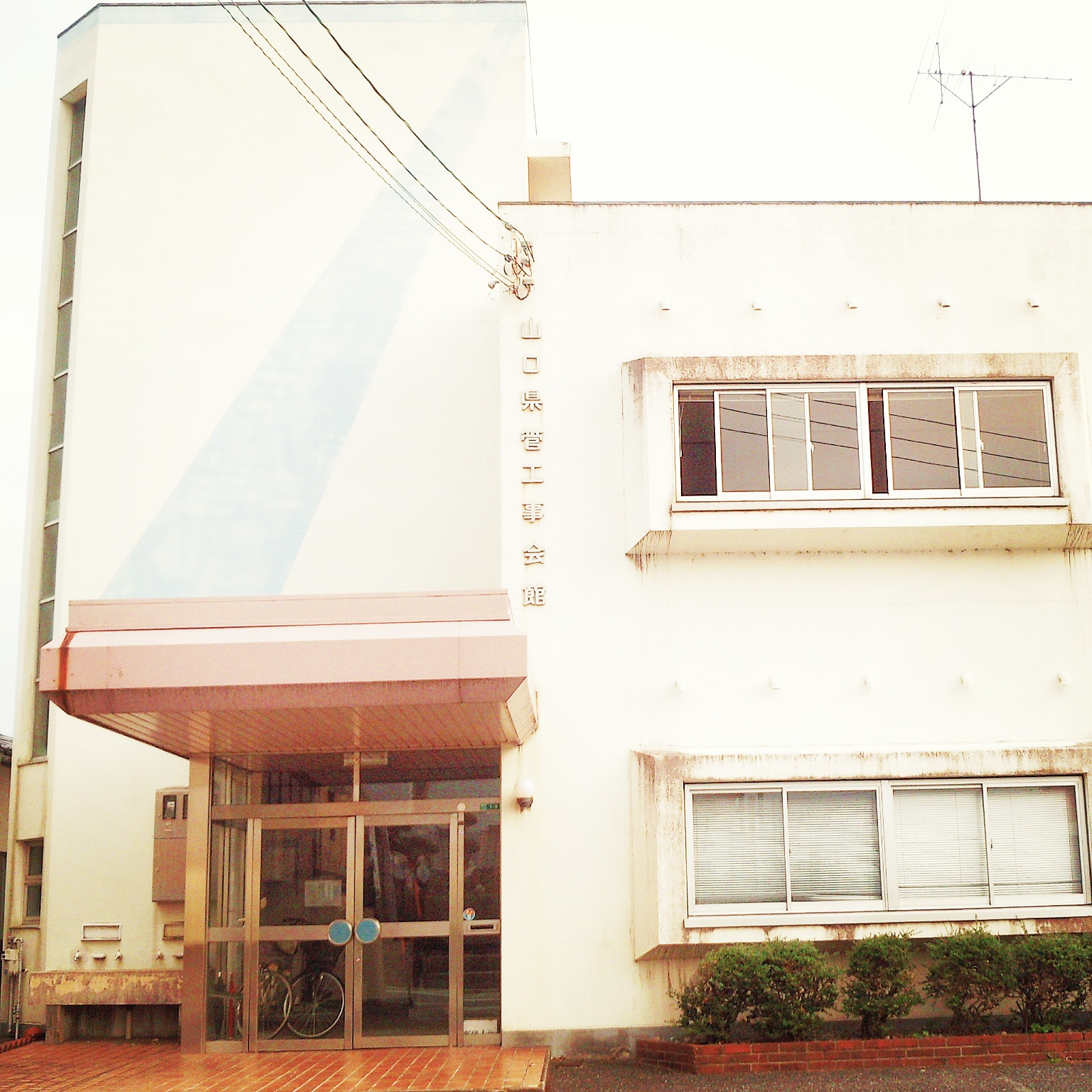

山口県管工事工業協同組合（やまぐちけんかんこうじこうぎょうきょうどうくみあい）は、山口県山口市に本部を置く事業協同組合である。

## 概要
1965年（昭和40年）11月22日設立。2014年現在組合員36社、賛助会員47社。

## 各種団体加入内容
- 一般社団法人　日本空調衛生工事業協会
- 山口県技能士会連合会
- 山口県職業能力開発協会
- 山口県中小企業団体中央会
- 山口県ゆとりある住生活推進協議会
- 建設労働災害防止協会山口県支部
- 山口県消防設備協会
- 山口県道路使用適正化協議会